# جيني تان
جيني تان (بالإندونيسية: Jenny Tan)‏ هي ممثلة إندونيسية، ولدت في 21 مايو 1981 في جاكرتا في إندونيسيا.